# Sông Essequibo
Sông Essequibo (chữ Anh: Essequibo River, chữ Tây Ban Nha: Río Esequibo) nằm ở trung bộ Guyana, Nam Mỹ, chảy dọc từ nam lên bắc, là sông dài nhất ở Guyana, cũng là một con sông lớn nhất nằm giữa sông Orinoco và sông Amazon. Bắt nguồn từ sườn tây bắc dãy núi Acarai - chỗ giáp giới Guyana và Brazil, dòng sông chảy về phía bắc, trải qua một loạt thác ghềnh hiểm trở, cắt xuyên qua thảo nguyên rừng thưa nhiệt đới, rồi cuối cùng đổ vào Đại Tây Dương cách Georgetown 20 kilômét về phía tây. Dòng sông có tổng chiều dài khoảng 1.014 kilômét (630 dặm Anh), diện tích lưu vực 156.828 kilômét vuông (60.552 dặm vuông Anh), lưu lượng trung bình nhiều năm 4.531–5.650 mét khối trên giây (160.000–199.500 feet khối trên giây), lượng chảy ròng trung bình hằng năm 70,5 tỉ mét khối, lưu lượng tối đa đo lường thực tế 8.010 mét khối trên giây, lưu lượng tối thiểu đo lường thực tế 145 mét khối trên giây, lưu vực nằm ở 1°23′B 58°10′T / 1,383°B 58,167°T đến 6°58′B 62°40′T / 6,967°B 62,667°T. Chi lưu chủ yếu có sông Rupununi, sông Potaro, sông Mazaruni và sông Cuyuni. Diện tích lưu vực chiếm hơn một nửa toàn bộ lãnh thổ Guyana. Cửa sông rộng 32 kilômét, nhiều đảo, cồn cát. Thượng du và trung du nhiều dòng xiết, thác ghềnh, không thuận lợi cho vận tải. Tàu biển có thể từ cửa sông đi ngược dòng 81 kilômét đến thị trấn Bartica.

## Lịch sử
Tên gọi Essequibo bắt nguồn từ tiếng Arawak, nghĩa là "đá bếp lò", được giải thích rằng bắt nguồn từ phong tục của người Arawak là lấy đá từ lòng sông và đem chúng sắp xếp chung quanh bếp lò. Ngoài ra còn có một giả thuyết khác cho rằng nó bắt nguồn từ Esquivel - tên nhà thám hiểm châu Âu.
Người châu Âu định cư đầu tiên tại Guyana là người Hà Lan. Năm 1615, họ thiết lập thuộc địa ở hạ du sông Essequibo, lập ra đồn điền mía và cacao, đồng thời duy trì quan hệ hữu nghị với người địa phương.
Các khu định cư của giáo sĩ truyền giáo tiếp tục dựng lên cho đến khi Chiến tranh Độc lập Venezuela 1810–1823 kết thúc. Lúc này, người Anh đòi thiết lập một khu định cư ở đảo Trinidad, tại đây họ có thể neo đậu thuyền tàu cỡ lớn nhằm tiến hành giao thương với các nước Nam Mỹ. Năm 1833, Anh Quốc xâm chiếm quần đảo Falkland.
Tháng 8 năm 1995, một công ty khai thác mỏ của Canada gặp phải hoàn cảnh gian nan, vì nguyên do đập chứa chất thải tại mỏ Omai ở Guyana bị hỏng, khiến cho hơn 4.000.000 mét khối cyanide thải tràn ra sông Essequibo.

## Chi lưu
Sông Essequibo nằm ở trung bộ Guyana, là sông dài nhất ở Guyana, cũng là một con sông lớn nhất nằm giữa sông Orinoco và sông Amazon. Bắt nguồn từ dãy núi Acarai - nằm ở biên giới Brazil và phía nam Guyana, chảy về phía bắc xuyên qua rừng mưa nhiệt đới và thảo nguyên rừng thưa, cuối cùng đổ vào Đại Tây Dương cách Georgetown 21 kilômét về phía tây bắc. Cửa sông rộng 32 kilômét, nhiều đảo và bãi cạn. Trong đó bao gồm đảo Leguan (diện tích 31 kilômét vuông), đảo Wakenaam (diện tích 45 kilômét vuông), đảo Hogg (diện tích 60 kilômét vuông) và đảo Đại Troolie (diện tích 17,49 kilômét vuông). Chi lưu chủ yếu có sông Rupununi, sông Potaro, sông Mazaruni và sông Cuyuni. Diện tích lưu vực chiếm hơn một nửa toàn bộ lãnh thổ Guyana. Thượng du và trung du nhiều dòng xiết, thác ghềnh, không thuận lợi cho vận tải. Tàu biển có thể từ cửa sông đi ngược dòng 81 kilômét đến thị trấn Bartica. 

### Sông Cuyuni
Sông Cuyuni là một chi lưu có thuỷ lượng dồi dào nhất và có diện tích lưu vực lớn nhất trên sông Essequibo. Bắt nguồn từ cao nguyên Guyana ở Venezuela cách Luepa 30 kilômét về phía tây bắc, dòng sông đầu tiên chảy về phía bắc, đến El Dorado chuyển sang phía đông, lần lượt tiếp nhận các chi lưu như sông Supamo, sông Yuruarí và sông Corumo, cuối cùng đổ vào cửa sông Essequibo sát gần Bartica. Sông có tổng chiều dài 618 kilômét, lưu lượng trung bình hằng năm 1.360 m3/s, lưu lượng lớn nhất đo thực tế 5.390 m3/s, lưu lượng nhỏ nhất đo thực tế 10 m3/s. 

### Sông Potaro
Sông Potaro là một chi lưu lớn ở trung du sông Essequibo, bắt nguồn từ sườn đông dãy núi Pacaraima, dòng sông chảy từ tây sang đông, lần lượt chảy xuyên qua thác Kaieteur (thác có độ rơi lớn nhất thế giới) và thác Tumatumari, đổ vào sông Essequibo cách Tumatumari 10 kilômét về phía đông. Sông có lưu lượng trung bình hằng năm 790 m3/s, lưu lượng lớn nhất đo thực tế 2.223 m3/s, lưu lượng nhỏ nhất đo thực tế 44 m3/s. 

### Sông Rupununi
Sông Rupununi là chi lưu lớn ở thượng du sông Essequibo, bắt nguồn từ dãy núi Kanuku, sát gần Isherton, miền nam Guyana, dòng sông đầu tiên chảy về phía bắc, rồi chuyển sang phía đông, sau đó tiếp nhận chi lưu sông Rewa, đổ vào sông Essequibo sát gần Apoteri. 

### Sông Mazaruni
Sông Mazaruni bắt nguồn từ sườn tây dãy núi Pacaraima, sát gần Imbaimadai, dòng sông đầu tiên chảy về phía tây bắc, sau đó chuyển sang phía bắc, kế tiếp chuyển sang phía đông, lần lượt tiếp nhận các chi lưu như sông Kako, sông Kamarang và sông Puruni, đổ vào sông Essequibo sát gần Bartica. Sông có tổng chiều dài 560 kilômét, lưu lượng trung bình hằng năm 736 m3/s, lưu lượng lớn nhất đo thực tế 2.608 m3/s, lưu lượng nhỏ nhất đo thực tế 42 m3/s.  

### Chi lưu khác
Sông Essequibo ngoài các chi lưu kể trên ra, còn có một số chi lưu khá nhỏ, ví dụ như sông Kassikaityu, sông Kuyuwini, sông Burro-Burro,...  

## Quần thể động vật
Sông Essequibo có quần thể động vật phong phú, có hơn 300 loài cá đã biết trong lưu vực sông, trong đó gần 60 loài là đặc hữu của lưu vực này. Do tình hình đối với một số lưu vực sông chưa rõ ràng, nên có khả năng có nhiều loài trong lưu vực. Năm 2013, có cuộc điều tra rằng, ở thượng du sông Mazaruni đã phát hiện 36-39 loài cá (dựa vào phân loại học sinh vật mà có sự khác biệt nhất định), trong đó có 13-25% là loài chưa đặt tên. Tối thiểu có 24 loài cá là đặc hữu của sông Mazaruni.
Lúc mực nước dâng cao, thượng du sông Branco (thuộc lưu vực sông Amazon) nối liền với thượng du sông Essequibo, cho phép động vật thuỷ sinh di chuyển qua lại giữa hai lưu vực ở mức độ nhất định.